# Shakira Caine
Shakira, Lady Caine (nhũ danh Baksh; sinh ngày 23 tháng 2 năm 1947) là một người mẫu thời trang và nữ diễn viên người Anh gốc Ấn, sinh tại Guyana, vợ của diễn viên người Anh Sir Michael Caine và là Á hậu 2 cuộc thi Hoa hậu Thế giới 1967.

## Đầu đời
Bà sinh ra ở Guiana thuộc Anh (nay là Guyana). Mẹ bà là một thợ may, và bà khao khát theo bước chân của mẹ mình và trở thành một nhà thiết kế thời trang.

## Cuộc sống cá nhân
Sau khi nhìn thấy Baksh trong một quảng cáo truyền hình Anh cho hãng cà phê Maxwell House vào năm 1971, Michael Caine trở nên bị ám ảnh bởi việc tìm kiếm người phụ nữ mà anh cho là "đẹp nhất... anh từng thấy." Từ một người bạn trong ngành quảng cáo, ông phát hiện ra rằng bà sống chỉ một vài dặm cách xa ông từ London. Cặp đôi này đã kết hôn ở Las Vegas vào ngày 8 tháng 1 năm 1973, và họ có chung một người con gái tên là Natasha.
Baksh là một tín hữu Hồi giáo, trong khi chồng bà là một Kitô hữu. Ông phản ánh với The Guardian năm 2009: "Vợ tôi là một người Hồi giáo và bà ấy làm những nghi thức Hồi giáo, tôi là một Cơ đốc nhân và tôi thực hiện những nghi thức của Cơ Đốc giáo, và không có câu hỏi nào được đưa ra. Quan điểm truyền thông của người Hồi giáo khác với tôi, tuy nhiên rất lành tính và hòa bình. "